# Uppalavanná
Uppalavanná (páli: Uppalavannā, szanszkrit: Utpalavarnnā, kínai: 蓮華色比丘尼 vagy 優缽華色比丘尼) Buddha két legfőbb női tanítványa (bhikkhuni) közül az egyik (a másik Khéma).
Egy gazdag kereskedő lánya volt, és híres a szépségéről. Nevének jelentése, „aki kék lótusz színárnyalatú”.

## Élete
A buddhista hagyományok szerint Uppalavanná olyan szép volt, hogy túl sok kérője akadt, mire az apja – annak érdekében, hogy ne sértsen meg túl sok nemes férfit – inkább arra kérte lányát, hogy álljon be a buddhista közösségbe (Szangha). Így is történt. Buddha tanítványaként gyorsan fejlődött a meditáció fejlesztésével, és hamarosan elérte az arhat tudatszintet, azaz megvilágosodást.
Buddha azt mondta róla, hogy az összes apáca közül neki vannak a legerősebb természetfeletti képességei.
Uppalavannával kapcsolatos a Szamjutta-nikája 5.5, az Uppalavanna-szutta:
Ekkor a bhikkhuni, megértvén, „Ez Mára, a Gonosz”, így válaszolt neki egy versben:
„Annak ellenére, hogy százezer gazember
Jöhet ide, úgy ahogy te is,
Nem félek, nem érzek rettegést;
Még egymagamban sem, Mára, nem félek tőled.
Eltűnhetek a szemed elől
Vagy beléphetek a hasadba,
Állhatok a két szemöldököd között,
És még akkor sem fogsz megpillantani.
Tudatom mestere vagyok,
Az erő alapjait mind jól kifejlesztettem;
Minden kötődéstől mentesültem,
Így nem félek tőled, barátom.”
Ekkor Mára, a Gonosz rájött: „Uppalavanná, a bhikkhuni ismer engem”, így szomorúan és csalódottan rögvest eltűnt.

## Külső hivatkozások
- Bodhi, Bhikkhu (szerk., ford.) (1997). Discourses of the Ancient Nuns (Bhikkhuni-samyutta) (Bodhi Leaves Publication No. 143). Kandy, Sri Lanka: Buddhist Publication Society – http://www.accesstoinsight.org/lib/authors/bodhi/bl143.html
- Nibbana.com – "Life Histories of Bhikkhuni Arahats: The story of Uppalavanna Theri" – https://web.archive.org/web/20060719091131/http://www.triplegem.plus.com/gcobbkn1.htm#3